# Waterloo Hawks
Waterloo Hawks war der Name einer US-amerikanischen Basketballfranchise aus Waterloo, Iowa, die in Saison 1948–1949 in der BAA und 1949–1950 in der späteren NBA, spielte. Die Hawks sind bis heute die einzige Sport-Franchise aus Iowa, die jemals in einer der vier großen amerikanischen Ligen (NBA, NFL, NHL, MLB) spielte. Die Hawks spielten im McElroy Auditorium, auch Waterloo Hippodrome genannt.

## Geschichte

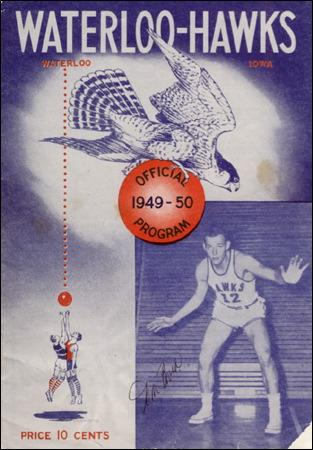
Ein signiertes Saisonheft der Waterloo Hawks 1949–50

Das Team wurde 1948 gegründet und spielte in der National Basketball League (NBL). Im Jahr 1949 verschmolz die NBL mit einer rivalisierenden Liga, der Basketball Association of America (BAA), zur National Basketball Association (NBA). Die Waterloo Hawks gelten damit als Gründungsmitglied der NBA. In der Saison 1949–1950, ihrer ersten und einzigen in der NBA, erreichten sie eine Statistik von 19 Siegen und 43 Niederlagen. Damit belegten sie den fünften von sechs Plätzen in der Western Division. Zur Saison 1950–1951 wechselten die Hawks in die National Professional Basketball League (NPBL). 1951 löste sich das Team auf.

## Saisonstatistiken
| Saison                | Siege:Niederlagen    | Prozent              | Play-offs            |                      |                      |
| Waterloo Hawks (NBL)  | Waterloo Hawks (NBL) | Waterloo Hawks (NBL) | Waterloo Hawks (NBL) | Waterloo Hawks (NBL) | Waterloo Hawks (NBL) |
| --------------------- | -------------------- | -------------------- | -------------------- | -------------------- | -------------------- |
| 1948/49               | 30:32                | 48,4                 | keine Teilnahme      |                      |                      |
| Waterloo Hawks (NBA)  |                      |                      |                      |                      |                      |
| 1949/50               | 19:43                | 30,6                 | keine Teilnahme      |                      |                      |
| Waterloo Hawks (NPBL) |                      |                      |                      |                      |                      |
| 1950/51               | 32:24                | 57,1                 | keine Teilnahme      |                      |                      |